# Toto (альбом)
Toto — однойменний дебютний студійний альбом гурту «Toto», випущений у жовтні 1978 року, лейблом Columbia.

## Композиції
1. "Child's Anthem" – 2:46
2. "I'll Supply the Love" – 3:46
3. "Georgy Porgy" – 4:09
4. "Manuela Run" – 3:54
5. "You Are the Flower" – 4:11
6. "Girl Goodbye" – 6:13
7. "Takin' It Back" – 3:47
8. "Rockmaker" – 3:19
9. "Hold the Line" – 3:56
10. "Angela" – 4:45

## Учасники запису
Toto
- Боббі Кімбелл: лід- та бек-вокал
- Стів Лукатер: гітари, бек-вокал, лід-вокал у піснях "Georgy Porgy" та "Angela"
- Девід Пейч: клавішні, бек-вокал, лід-вокал у піснях "Manuela Run" та "Rockmaker"
- Стів Поркаро: клавішні, лід-вокал у пісні "Takin' It Back"
- Девід Ганґейт: бас-гітара
- Джефф Поркаро: барабани

Запрошені музиканти
- Ленні Кастро: ударні
- Джим Горн: саксофон, духові інструменти
- Чак Фіндлей: ріжки
- Роджер Лінн: синтезатори
- Марті Пейч: струнні аранжування
- Сид Шарп: струнні аранжування
- Черіл Лінн: бек-вокал в «Georgy Porgy»